# Gustavo Adolfo Rol
Gustavo Adolfo Rol, né le 20 juin 1903 à Turin, en Italie et mort dans cette même ville le 22 septembre 1994, est un parapsychologue, magicien et peintre italien. Ses novices[Quoi ?] le considéraient comme un grand maître spirituel et ont témoigné des exploits qu'il aurait accomplis.

## Biographie
https://vi.m.wikipedia.org/w/index.php?title=Th%E1%BA%A3o_lu%E1%BA%ADn_Th%C3%A0nh_vi%C3%AAn:GUSTAVO_ROL&action=edit&redlink=1#/editor/0
https://vi.m.wikipedia.org/w/index.php?title=Th%E1%BA%A3o_lu%E1%BA%ADn_Th%C3%A0nh_vi%C3%AAn:GUSTAVO_ROL&action=edit&redlink=1#/editor/0
Gustavo Adolfo Rol était originaire de Turin, en Italie.
Gustavo était un jeune homme réservé et sensible, doté d’une intuition remarquable. Ces traits de caractère l’ont naturellement orienté vers une voie d’observation attentive de la réalité et de l’introspection, ainsi que vers la reconnaissance d’une dimension supérieure et plus complexe que la dimension humaine, qu’il a rapidement identifiée comme spirituelle. Son aspiration mystique combinée à une analyse rationnelle de son environnement, ainsi que sa curiosité, sa persévérance et sa détermination, l’ont conduit à croire qu’il était possible de prédire les couleurs des cartes à jouer sans les regarder.
Il a obtenu son diplôme en droit à l’Université de Turin en 1933. Il a poursuivi ses études à Londres et à Paris, avant de se lancer dans une carrière bancaire qui l’a amené à voyager dans plusieurs grandes villes européennes. En plus de sa carrière professionnelle, Gustavo était un peintre amateur dont les œuvres ont été exposées à la Pinacoteca Giovanni e Marella Agnelli et aux projets Guido Costa.
Lors d’un séjour à Marseille en 1925-1926, Rol a rencontré une personne qui lui a montré des tours de cartes, suscitant son intérêt pour les phénomènes magiques et paranormaux. Il a ensuite approfondi ses études spirituelles et a vécu une expérience marquante à Paris. Il a écrit dans son journal :

« J’ai découvert une loi incroyable qui relie la couleur verte, la quinte musicale et la chaleur. J’ai perdu ma volonté de vivre. J’ai peur du pouvoir. Je n’écrirai plus ! »

À la suite de cette crise, il s’est brièvement retiré dans un couvent.
Dans les années 1930, Gustavo est revenu en Italie et a gagné en notoriété au sein des cercles aristocratiques et politiques. Il a démontré diverses manifestations de ses supposés pouvoirs mystiques, y compris la télépathie, la clairvoyance et d’autres prouesses psychiques ou magiques. Il a également noué des amitiés avec des personnalités telles que les réalisateurs Federico Fellini et Franco Zeffirelli, ainsi que l’écrivain Dino Buzzati. Vers la fin de sa vie, et après son décès, Gustavo est devenu un sujet de controverse en Italie entre les sceptiques et les défenseurs de la parapsychologie. Ses prétendus pouvoirs mystiques n’ont jamais été prouvés de manière concluante et il a souvent refusé d’être examiné par d’autres illusionnistes.
Admirateur de Napoléon Ier, il aurait possédé des reliques de l'empereur dans sa maison.